# Stadionové
Stadionové byli jihoněmecký panský a později hraběcí rod ze Švábska, který na české území přišel koncem 17. století. Rod vymřel v mužské linii roku 1908.

## Historie

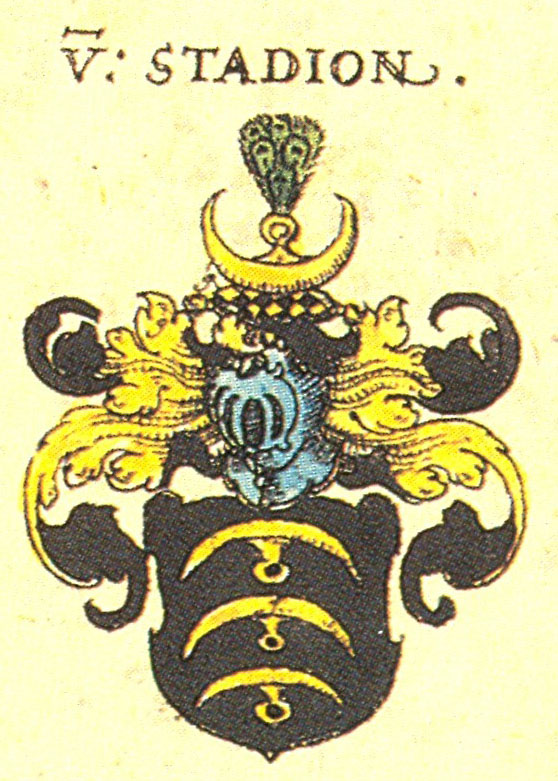
Původní podoba erbu rodu Stadionů podle Johanna Siebmachera

Švábský hraběcí rod původem z Graubündenska v průběhu 13. století získal panství ve Švábsku. Ve 14. století se rozdělili na alsaskou a švábskou větev, která vymřela koncem 17. století. V té době přišel do Čech příslušník alsaské linie, Jan Filip. Od dědiců Lamingera z Albenreutu koupil Chodov, Kout na Šumavě, Všeruby, Záhořany a další statky.
Jeho dva synové, Bedřich a Filip, založili dvě rodové linie: von Warthausen a von Thannhausen. První sídlila v Trhanově, druhá v Koutě na Šumavě. Na počátku 18. století povýšili do stavu říšských hrabat.
Johann Philipp Stadion-Warthausen působil jako vyslanec v Berlíně a Petrohradě, v letech 1805–1809 zastával funkci kancléře. Po rakouském státním bankrotu se jako ministr financí snažil zlepšit finanční stav země.
Franz Seraph Stadion-Warthausen (1806–1853) vykonával post guvernéra v Haliči a rakouského ministra vnitra. Byl zástupce ministerstva a současně i poslanec říšského sněmu v letech 1848-1849 a podílel se na tzv. oktrojované ústavě.
Rudolf Stadion-Warthausen (1808–1882) působil jako rada dvorské kanceláře, od roku 1845 řídil zemskou správu Moravy a Čech. Přestože v březnu 1848 nebyl schopný čelit nástupu revolučního hnutí, stal se prvním předsedou Národního výboru, který se vznikl spojením Svatováclavského výboru a tzv. guberniální komise. Ovšem již 15. dubna z funkce odstoupil a odešel z politického života.
Mužská linie tohoto rodu vymřela smrtí Filipa Františka Josefa Stadiona 13. 9. 1908.

## Erb
Nosili čtvrcený štít, v jehož pravé horní a levé dolní části byly tři jedlové šišky, naopak v levé horní a pravé dolní čtvrti stál červený kříž. Uprostřed byl srdeční štítek se třemi zlatými vlčími želízky.

## Příbuzenstvo
Spojili se například se Šternberky.

## Osobnosti rodu
Seznam význačných osobností rodu řazených chronologicky podle roku narození:

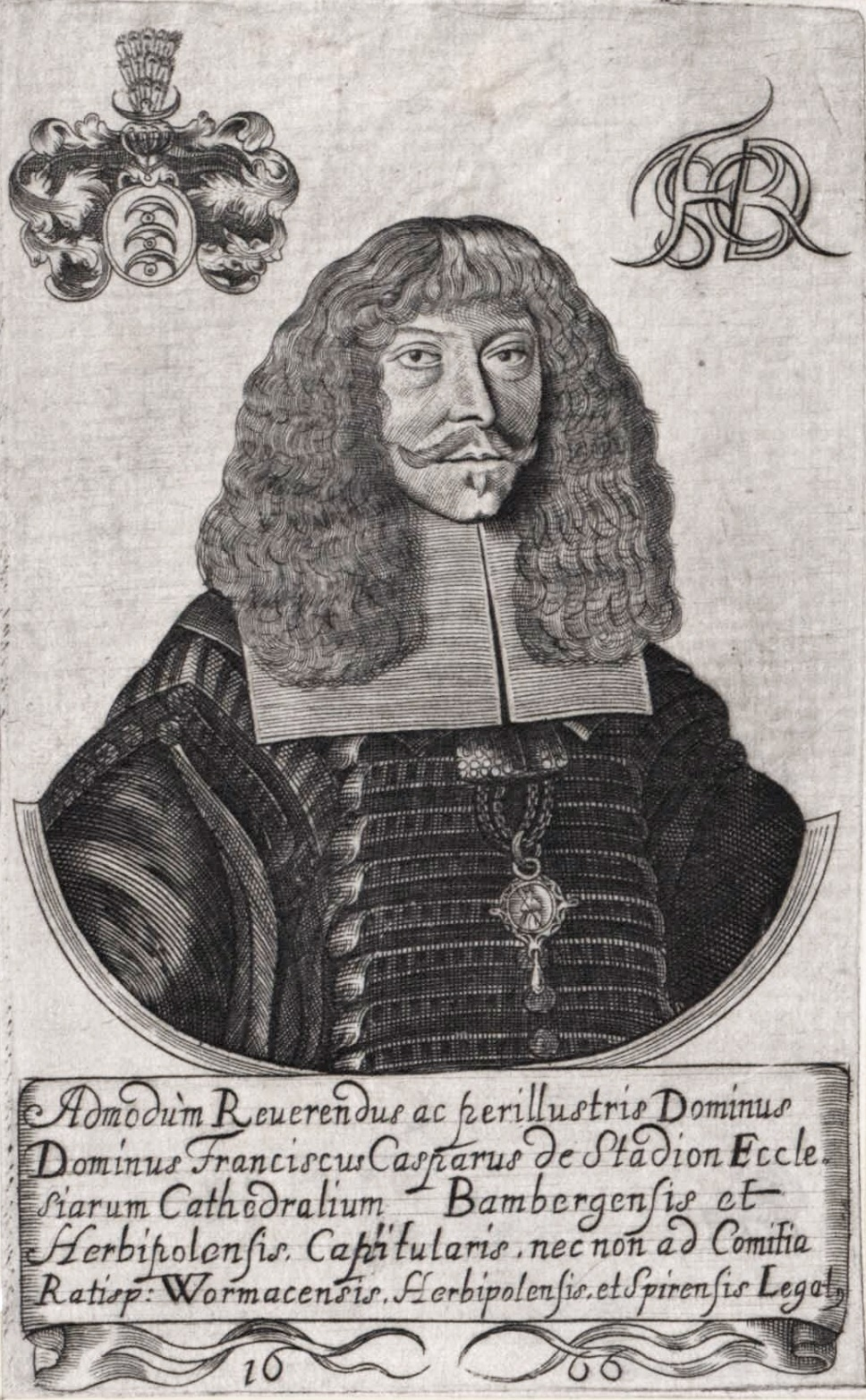
Biskup František Kašpar ze Stadionu

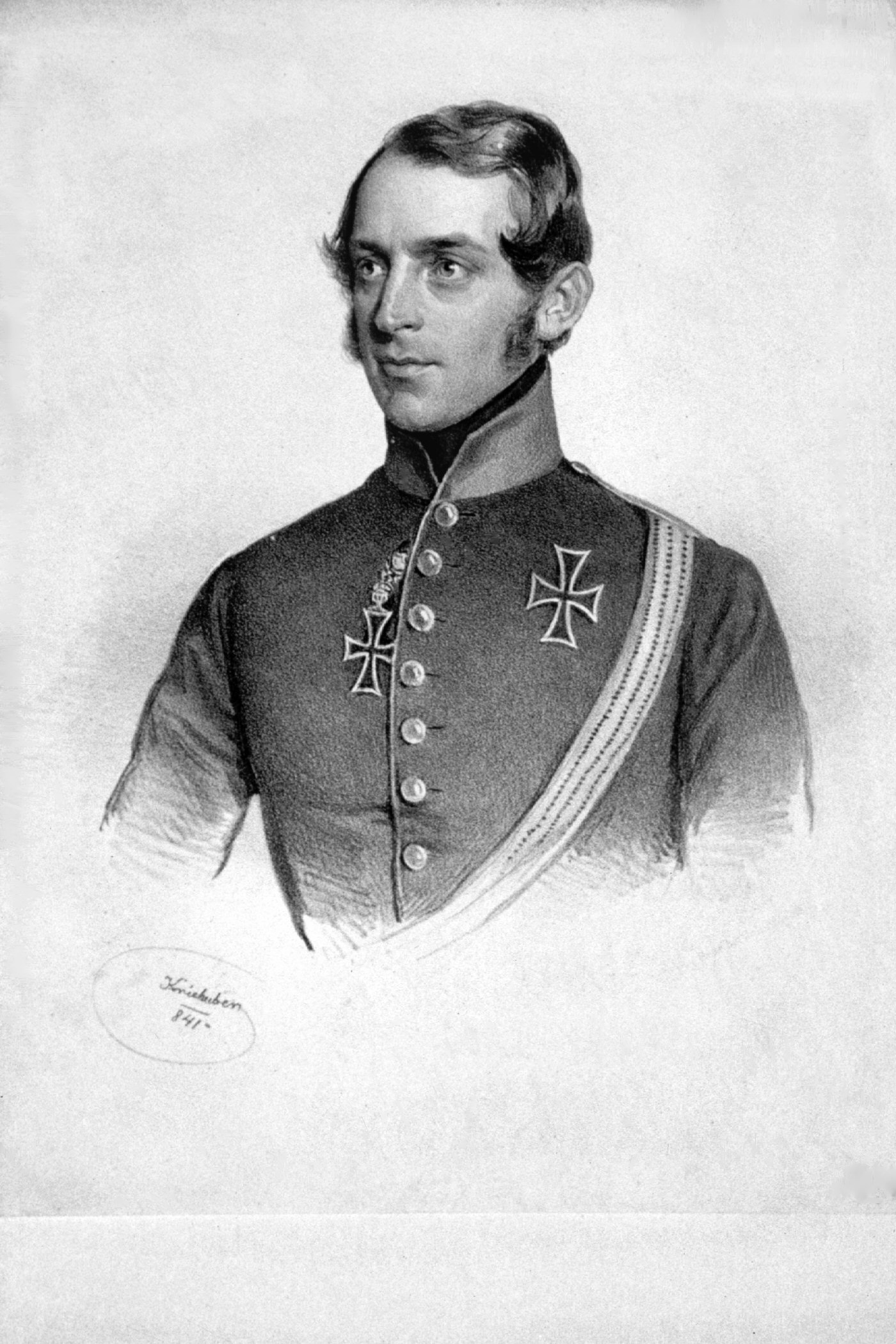
Filip František ze Stadionu-Thannhausen, litografie od Josefa Kriehubera, 1841

- Jindřich II. ze Stadionu († 1294), opat klášter sv. Blažeje
- Valter ze Stadionu († 1352), správce ženského kláštera Säckingen v Glarusu
- Kryštof ze Stadionu (1478–1543), biskup augsburský
- Jan Teobald ze Stadionu († 1585), děkan kapituly v Mohuči
- Jan Kašpar ze Stadionu (1567–1641), od roku 1627 velmistr řádu německých rytířů
- František Kašpar ze Stadionu (1637–1704), kníže-biskup lavantský
- Kryštof Rudolf ze Stadionu (1638–1700), říšský svobodný pán, předseda dvorské rady, probošt, několikrát kandidoval do kurfiřtských úřadů v Mohuči
- Jan Filip ze Stadionu (1652–1741), mohučský kurfiřtský hofmistr
- František Konrad ze Stadionu a Thannhausenu (1679–1757), říšský hrabě, probošt würzburský, v letech 1753 až 1757 kníže-biskup bamberský
- Antonín Jindřich Bedřich ze Stadionu (1691–1768), mohučský kurfiřtský hofmistr
- Sophia Helena ze Stadionu-Thannhausen († 1789), kněžna-abatyše v belgickém Munsterbilzenu (1772–1789)
- Marie Maxmiliana ze Stadionu (1736–1818), poslední kněžna-abatyše ženského kláštera Buchau
- Bedřich Lothar ze Stadionu (Bedřich Lothar Graf ze Stadionu-Warthausenu, 1761–1811), člen kapituly a diplomat
- Jan Filip ze Stadionu (1763–1824), rakouský diplomat, ministr financí a zahraničí
- Filip ze Stadionu a Thannhausenu (1799–1868), rakouský důstojník
- Franz Seraf ze Stadionu (1806–1853), rakouský správní úředník a politik
- Emerich von Stadion (1838–1901), rakouský spisovatel a důstojník